# Archanara impunctata
Archanara impunctata là một loài bướm đêm trong họ Noctuidae.